# Савельев, Артур Анатольевич
Артур Анатольевич Савельев (род. 27 февраля 1956, Кохтла-Ярве, Кохтла-Ярве) — советский регбист, выступавший на позиции замка (номер 4), мастер спорта СССР (1979). После завершения карьеры регбиста работал тренером в Спорткомитете СССР и Олимпийском комитете России. Со второй половины 1990-х годов работает в футбольных клубах высшего дивизиона чемпионата России. С 2016 года по настоящее время входит в тренерский штаб московского «Динамо» как тренер-реабилитолог.

## Биография
Воспитанник школы регбийного клуба «Фили», первый тренер — Сергей Чеченков. За команду выступал до 1984 года, серебряный призёр чемпионата СССР в 1978, 1979 и 1983 годах; чемпион СССР среди молодёжных команд 1978 года. В составе второй сборной выступал в 1983 году на турнире на призы Федерации регби СССР, заняв 3-е место.
В 1985 году получил высшее образование в ГЦОЛИФК. В дальнейшем работал в Спорткомитете СССР и Олимпийском комитете России со сборными по конькобежному спорту, велоспорту, академической гребле и футболу. В качестве тренера принимал участие в Олимпийских играх в Сеуле (1988) и Барселоне (1992).
С 1996 года работает с футбольными клубами высшего дивизиона России, специализируется на спортивной реабилитации, в заявках значился массажистом, тренером-реабилитологом и тренером по физподготовке. Работал в тренерском штабе клубов ЦСКА (1996—2001), «Крылья Советов» (2002—2003), «Спартак» (2003—2005), ФК «Москва» (2007—2010), «Сатурн» (2010), «Локомотив» (2011—2016), с июля 2016 года в «Динамо».
В 2006—2007 годах работал тренером по реабилитации в волейбольном клубе «Динамо-Янтарь» (Калининград).